# Gagauzi
Gagauzi [gagaúzi] (gagauško  Gagauzlar, romunsko Găgăuzi) so turška etnična skupina iz južne Moldavije, natančneje  Gagauzije v Besarabiji, in jugozahodne Ukrajine (Budžak). Gagaúzi so večinoma pravoslavni kristjani. Ime Gagauz se pogosto uporablja kot skupno ime turških prebivalcev Balkana, ki govorijo gagaúški jezik, drugačen od balkanske gagauške turščine.
V Ruskem carstvu so jih pred oktobrsko revolucijo pogosto imenovali "turško govoreči Bolgari".

## Manjšine
Zunaj Moldavije živi manjšina Gagauzov v ukrajinskih regijah Odesa in Zaporožje. Živijo tudi v Kazahstanu, Kirgizistanu, Uzbekistanu, Bolgariji, Grčiji, Romuniji, Braziliji, Turkmenistanu, Belorusiji, Estoniji, Latviji, Gruziji, Turčiji in ruski regiji Kabardino-Balkarija.

## Zgodovina

### Izvor
Izvor Gagauzov je nejasen. V začetku 20. stoletja je bolgarski zgodovinar naštel 19 različnih teorij o njihovem nastanku. Nekaj desetletij kasneje je gagauški etnolog M. N. Guboglo število povečal na 21. V nekaterih teorijah so Gagauzi predstavljeni kot potomci Pečenegov, Kumanov-Kipčakov ali klana Turkov Seldžukov ali mešanica vseh. Drugi povsem dvomijo, da so Gagauzi turškega izvora, in trdijo, da so poturčeni Bolgari ali Grki.  Dejstvo, da izpovedujejo pravoslavno krščanstvo, lahko nakazuje, da so njihovi predniki živeli na tem ozemlju že pred osmanskimi osvajanji v poznem 14. stoletju.

#### Seldžuška (anatolska) hipoteza
Po pripovedi Oghuzname iz 15. stoletja je  turkomanski derviš Sari Saltuk leta 1261 spremljal skupino Turkomanov v Dobrudžo, kjer jih je naselil bizantinski cesar Mihael VIII. Paleolog, da bi branili severno mejo cesarstva. Dobrudžo so v istem obdobju zasedli Tatari. Isti vir po letu 1265 postavlja Sari Saltuka na Krim med Turkomane, ki jih je tja premestil tatarski kan Berke, po letu 1280 pa naj bi vodil nomade nazaj v Dobrudžo. Po smrti Sarija Saltika se je del Turkomanov vrnil v Anatolijo in postal prednik Karamanlidov, drugi pa so ostali, se pokristjanili  in postali predniki Gagauzov. Ime Gagauz je morda reminiscenca imena Kejkavus II. Po mnenju A.F. Bajora je pripoved mit, ki so ga v Dobrudžo prinesli Tatari in ne sklop resničnih zgodovinskih dogodkov.
Seldžuško teorijo so kritizirali, ker  "sekularna in kompaktna" prisotnost Seldžukov ni bila arheološko potrjena. Prav tako je težko verjeti, da so se seldžuški muslimani spreobrnili v krščanstvo, saj so severno od njih živeli njihovi sobrati muslimanski Tatari.

#### Stepska hipoteza
Stepska hipoteza nakazuje, da bi Gagauzi lahko bili  potomci drugih turških nomadskih plemen in ne Seldžukov: Bolgarov in Kumanov-Kipčakov iz evrazijskih step. V 19. stoletju,  so se Gagauzi z bolgarskih ozemelj Osmanskega cesarstva pred selitvijo v Besarabijo imeli za Bolgare. Etnološke raziskave kažejo, da je izraz Gagauz pomenil jezikovno in ne etnično pripadnost. Gagauzi so se takrat imenovali  "Hasli Bulgar" (Pravi Bolgari) ali "Eski Bulgar"  (Stari Bolgari) in menili, da je izraz Gagauz, kot so jih imenovali slovansko govoreči Bolgari, ponižujoč.  Gagauzi so svoj jezik imenovali "turški" in trdili, da izvirajo iz turško govorečih Bolgarov, ki so v 7. stoletju ob Donavi ustanovili Prvo bolgarsko cesarstvo. Popis prebivalstva Ruskega imperija leta 1897 Gagauzov ni ločeval kot posebno etnično skupino, vendar je poročal o obstoju 55.790 govorcev "turškega jezika", domnevno gagavškega, v guberniji Besarabija.
Četudi ima ta teorija veliko prepričljivih argumentov, je po mnenju zgodovinarja A.F. Bajora  glavni argument proti  tej teoriji dejstvo, da sta kumanski jezik in gagaúščina popolnoma različna jezika.

#### Grška hipoteza
Po prvi različici te hipoteze naj bi se Gagauzi na Balkan priselili iz Anatolije, obdržali svojo grško pravoslavno vero in se jezikovno asimilirali (poturčili). Po drugi različici naj bi Osmani v 14. stoletju v Dobrudži našli maloštevilno staroselsko grško prebivalstvo, ki je obdržalo pravoslavno grško vero, vendar se je jezikovno asimiliralo (poturčilo). Kar se jezikovne asimilacije tiče so Gagauze primerjali s Karamanlidi.
Argument v prid grški hipotezi so genetske raziskave, ki kažejo, da so Gagauzi genetsko Evropejci. Poleg tega so se med grško vojno za neodvisnost Gagauzi v Besarabiji in Bolgariji prijavili v vojsko Aleksandra Ypsilantisa in se v vojni borili na grški strani.  Grško hipotezo je med drugim najbolj podpiral Konstantin Jireček.

#### Bolgarska hipoteza
Bolgari trdijo, da so Gagauzi poturčeni Bolgari, ker se večina Gagauzov v Bolgariji ima za staroselce  (Erli). Po tej teoriji so Gagauzi bodisi prabolgarskega bodisi slovanskega izvora in niso nič drugačni od slovaniziranih Bolgarov, preden se je med njimi razširil turški jezik.
Po mnenju A.F. Bajora ima ta teorija veliko močnih argumentov. Močna protiargumenta sta dejstvi, da Osmani niso prisilili svojih podložnikov, da sprejmejo njihov jezik, ampak samo, da se spreobrnejo v islam, in da se vsi Gagauzi v Bolgariji nimajo za Bolgare.

### Sodobna zgodovina
Med letoma 1820 in 1846 je Rusko carstvo Gagauzom dodelilo zemljo in jih finančno spodbudilo, da so se naselili v Besarabiji v naseljih, ki so jih zapustila  nogajska plemena. V Besarabiji so se naselili skupaj z Basarabskimi Bolgari, predvsem v Avdarmi, Comratu (ali Komratu), Congazu (Kongazu), Tomaiju, Cișmichioiju in drugih nekdanjih nogajskih vaseh v osrednjem Budžaku. Prvotno so se naselili tudi v več vaseh v južni Besarabiji in Kneževini Moldaviji, ki so pripadale bojarjem, vendar so se kmalu odselili in se pridružili svojim sorodnikom v Bugeacu. Do leta 1869 so Gagauze v Besarabiji opisovali kot Bolgare. V času romunske vladavine v najjužnejši Besarabiji (1856–1878) so Gagauzi podpirali odpiranje bolgarskih šol v svojih naseljih in sodelovali v bolgarskem narodnem gibanju. Nekateri etnologi, med njimi Karel Škorpil, Gavril Zanetov, tudi sam Gagauz, in Benjo Conev, so zato trdili, da so Gagauzi bolgarskega porekla. 
V 60. letih 19. stoletja se je nekaj  Gagauzov preselilo v bližino Berdjanska na obali Azovskega morja, v letih 1908–1914 pa v Srednjo Azijo.
Z izjemo šestdnevne neodvisnosti pozimi 1906, ko je kmečka vstaja razglasila avtonomno republiko Komrat, so Gagauzom večinoma vladali Ruski imperij, Romunija, Sovjetska zveza in Moldavija. 
Val carske stolipinske agrarne politike je nekaj Gagauzov med letoma 1912 in 1914 odnesel v Kazahstan. Kasneje se je v zelo težavnih začetnih letih sovjetske kolektivizacije v Uzbekistanu naselila še ena skupina Gagauzov. Da ne bi izgubili svojih državljanskih pravic, so se v 30. letih dvajsetega stoletja imenovali Bolgari. Gagauzi iz vasi Maslerge v okrožju Taškent se tako imenujejo še danes.
Leta 1970 je skupno število Gagauzov v ZSSR doseglo 156.600. 26.400 jih je živelo v Ukrajinski SSR in 125.000 v Moldavski SSR. Leta 1979 je v ZSSR živelo približno 173.000 Gagauzov.
Gagauški nacionalizem,  v 80. letih dvajsetega stoletja zgolj intelektualno gibanje, se je do konca desetletja okrepil, ko so tako elite kot opozicijske skupine v Sovjetski zvezi začele sprejemati nacionalistične ideale. Leta 1988 so se aktivisti lokalne inteligence povezali z drugimi etničnimi manjšinami in ustvarili gibanje, znano kot "Gagauško ljudstvo"  (gagaúškoGagauz halkı). Leto pozneje je "Gagauško ljudstvo" imelo svojo prvo skupščino, ki je sprejela sklep o ustanovitvi avtonomnega ozemlja v južni Moldavski SSR. Za glavno mesto je bil izbran Comrat. Gagauško nacionalistično gibanje je postalo priljubljeno, ko je bila avgusta 1989 moldavščina sprejeta za uradni jezik Republike Moldavije.

### Gagavški nacionalizem in Republika Moldavija
Avgusta 1990 se je Comrat razglasil za avtonomno republiko, vendar je moldavska vlada razglasitev razveljavila kot neustavno. Gagauze so skrbele tudi posledice, če bi se Moldavija ponovno združila z Romunijo, kar se je zdelo vse bolj verjetno. Podpora Sovjetski zvezi je ostala visoka. Lokalni referendum marca 1991 je prinesel skoraj soglasen "da" za obstanek v ZSSR. Moldavci v Gagauziji so referendum bojkotirali. Številni Gagauzi so podprli poskus državnega udara v Moskvi, kar je še dodatno zaostrilo odnose s Kišinjevom, ko pa je moldavski parlament glasoval o neodvisnosti Moldavije, je šest od dvanajstih gagauških poslancev glasovalo zanjo. 
Gagauzija se je na dan moskovskega poskusa državnega udara 19. avgusta 1991  razglasila za neodvisno kot Gagauška republika, čemur je septembra sledilo Pridnestrje. Februarja 1994 je predsednik Moldavije  Mircea Snegur, ki je nasprotoval neodvisnosti Gagauzije,  obljubil gagauško avtonomno regijo. Snegur je tudi nasprotoval predlogu, da bi Moldavija postala zvezna država, sestavljena iz treh "republik": Moldavije, Gagauzije in Pridnestrja. Leta 1994 je moldavski parlament ljudstvu Gagauzije podelil pravico do samoodločbe, če bi se status države spremenil. To pomeni, da bi bili Gagauzi v primeru, da bi se Moldavija odločila za priključitev kakšni drugi državi, na referendumu o odločali o tem, ali bodo ostali del nove države ali ne. 
Kot rezultat referenduma o določitvi meja Gagauzije je trideset naselij, tri mesta in sedemindvajset vasi, izrazilo željo po vključitvi v Gagauško avtonomno teritorialno enoto. Leta 1995 je bil za guvernerja (baškana) Gagauzije s štiriletnim mandatom izvoljen George Tabunshik. Izvoljeni so bili tudi poslanci lokalnega parlamenta - "Ljudske skupščine" (Halk Topluşu),  in njen predsednik Peter Pashali. 
Možnosti za preživetje gagauške nacionalne kulture in obstoj Gagauzov kot samostojnega ljudstva so majhne. Imajo najnižji delež prebivalcev z visoko izobrazbo v Moldaviji, pomanjkanje umetniške inteligence, zelo šibko znanstveno inteligenco in akutno pomanjkanje intelektualcev na splošno. Leta 1989 je bilo na državno univerzo in politehnični inštitut sprejetih polovico manj Gagauzov kot leta 1918.  Gagauzi so zato slabo zastopani v upravi, poklicih in storitvenih dejavnostih. V krizi je tudi okolje.  Analiza stanja je pripeljala do gagauškega  gibanja za narodno preporod. 12. novembra 1989 je izredno zasedanje predstavnikov moldavskega vrhovnega sovjeta sprejelo resolucijo, ki je pozvala k ustanovitvi Gagauške ASSR v okviru Moldavske SSR. Tri dni pozneje predsedstvo moldavskega vrhovnega sovjeta te odločitve ni potrdilo in s tem poteptalo načelo nacionalne samoodločbe. Sočasno je moldavski tisk začel kampanjo protigagauške propagande. Preporod Gagauzov se zaradi  odsotnost potrebnih pogojev kljub vrsti izjav ni uresničil in vse kaže,  da je  ljudstvo obsojeno na asimilacijo.

### Genetika
Primerjave DNK so pokazale, da so Gagauzi genetsko tesneje povezani s sosednjimi  jugovzhodnoevropskimi populacijami kot z jezikovno sorodnimi anatolskimi populacijami. Podobnost s sosednjimi populacijami je morda posledica šibkih socialnih ovir med lokalnim in turško-pravoslavnim prebivalstvom Balkanskega polotoka.

## Jezik
Gagauščina  spada v oguško vejo turških jezikov, ki vključuje tudi azerbajdžanski, turški in turkmenski jezik. Gagauščina je še posebej blizu balkanskim turškim narečjem, ki se govorijo v Grčiji, severovzhodni Bolgariji ter na območjih Kumanovo in Bitole v Severni Makedoniji. Balkanski turški jeziki, vključno z gagauškim, so tipološko zanimivi, ker so tesno povezani s turščino in hkrati poleg glavnih južnoturških (oguških) prvin vsebujejo tudi severnoturške (tatarske ali kipčaške). Sodobni gagauški jezik ima dve narečji: osrednje (ali bolgarsko) in južno (ali obmorsko).

## Kultura

### Gospodarstvo
Tradicionalno gospodarstvo temelji na živinoreji, zlasti ovčereji, in poljedelstvu, zlasti pridelavi žit in povrtnin in vinogradništvu.

### Vera
Velika večina Gagauzov je pravoslavnih kristjanov. V Turčiji muslimanske Gagauze imenujejo Gadžal. 
Od 30. let 20. stoletja do 21. stoletja je bilo veliko poskusov, da bi turški pravoslavni patriarhat povezali z etnično turško grško pravoslavno manjšino Gagauzov v Besarabiji.

### Zakonske zveze
Med Gagauzi v Moldaviji so prevladovale enoetnične zakonske zveze: od 100 sklenjenih zakonskih zvez leta 1970 je bilo enoetničnih 73, od 100 zakonskih zvez, sklenjenih leta 2003, pa celo 77. Leta 2003 se je v Moldaviji z ženskami svoje narodnosti  poročilo 78 % moških, z Moldavkami 9 %, Brusilkami 5 %, Rusinjami 4 % in Ukrajinkami 3 %. Za Gagauzinje v Moldaviji so leta 2003 ti kazalci znašali 75 %, 8 %, 5 %, 4 % in 5 %.  Za Gagauze v Kišinjevu so, nasprotno, značilni predvsem narodno mešani zakoni, ki so leta 2000 predstavljali 97 % vseh sklenjenih zakonskih zvez obeh spolov. Leta 2018 se je število enonacionalnih porok zmanjšalo. 

### Imena
Gagauška imena so sestavljena iz osebnega imena, očetovega imena in priimka ali samo iz osebnega imena in priimka. Slednja so se uveljavila predvsem v drugi polovici 20. stoletja.  
Velik del osebnih imen je grškega izvora (Lija, Anatolij, Aleksander, Irina, Varvara), hebrejskega izvora (Marija, Semjon, Ana, Ivana, itd.) in romanskega izvora (Domna, Konstantin). Včasih so tudi ruskega (Vira, Volodimir) in bolgarskega izvora (Marin). V zadnjem času so vse pogostejša tuja imena. 
Otroke pogosto poimenujejo po starih starših ali botrih. 
Gagauški priimki so balkanskega izvora, večinoma gagaúškega, bolgarskega in grškega. Veliko priimkov izhaja tudi iz poklicov. Ženske po poroki običajno  prevzamejo priimek svojega moža. 

### Kuhinja
Osnovna živila v gagauški kuhinji so žita, pripravljena na številne načine. S peko pšeničnega kruha, tako  kvašenih hlebcev (npr. kalačev) kot nekvašenih pogač, je bila povezana vrsta družinskih praznikov in obredov. 
Najljubša jed je bila večplastna pita, polnjena z ovčjim sirom in pred peko prepojena s kislo smetano. Druge dobrote so bile pite z nadrobljeno bučo in sladke pite s prvim mlekom krave, ki se je pravkar otelila. Tradicionalna obredna jed, imenovana kurban, združuje bolgarsko pšenično kašo z zaklanim (ali žrtvovanim) ovnom. Posebej pomembne so poprane mesne omake. Ena od njih združuje čebulo in fino zrnato kašo, druga pa je pripravljena na osnovi paradižnika. Ob večerji in po njej postrežejo z rdečim hišnim  vinom. Nepogrešljiva sestavina prazničnih jedi je tlačenka. 

### Oblačila
Ženske
Proti koncu 19. stoletja je bila noša Gagauzinje v lepem vremenu sestavljena iz platnene srajce, obleke brez rokavov, suknjiča in velike črne rute. Pozimi so nosile obleko z rokavi, suknjič iz blaga in krznen plašč brez rokavov. Obvezni elementi ženskega oblačenja so bili uhani, zapestnice in ogrlice, pri premožnih gospeh tudi  iz zlatnikov. 
Moški
Tradicionalna moška oblačila so vključevala srajco, hlače iz blaga, širok rdeč pas ali pas in klobuk. Zimska kapa je bila narejena iz karakulske ovčje volne. Pastirska noša je bila običajna srajca v kombinaciji s hlačami iz ovčje kože z navznoter obrnjenim krznom, krznenim plaščem brez rokavov in kratkim suknjičem iz ovčje kože, ki je bil včasih okrašen z rdeče-zelenimi šivi. 

## Ukrajinski Gagauzi
Od leta 1991 so Gagauzi razdeljeni med Moldavijo in Ukrajino. V Ukrajini večina  Gagauzov živi v okolici mesta Bolhrad na severu Budžaka. Po nedavnem ukrajinskem popisu prebivalstva živi v Ukrajini 31.923 Gagauzov, od tega 27.617 (86,5 %) v regiji Odesa (Budžak).